# Sapporo
Sapporo ou Saporo (em japonês: 札幌ⓘ) é a quinta maior cidade do Japão, capital da prefeitura de Hocaido, no norte do país. Tem aproximadamente dois milhões de habitantes e foi designada cidade por mandato governamental a 1 de Abril de 1972.
Sapporo é conhecida por ter sediado os Jogos Olímpicos de Inverno de 1972 (os primeiros a serem sediados na Ásia), pelo seu anual Festival de Neve de Sapporo, e por ter sido o local de criação do miso ramen.

## História

### História antiga

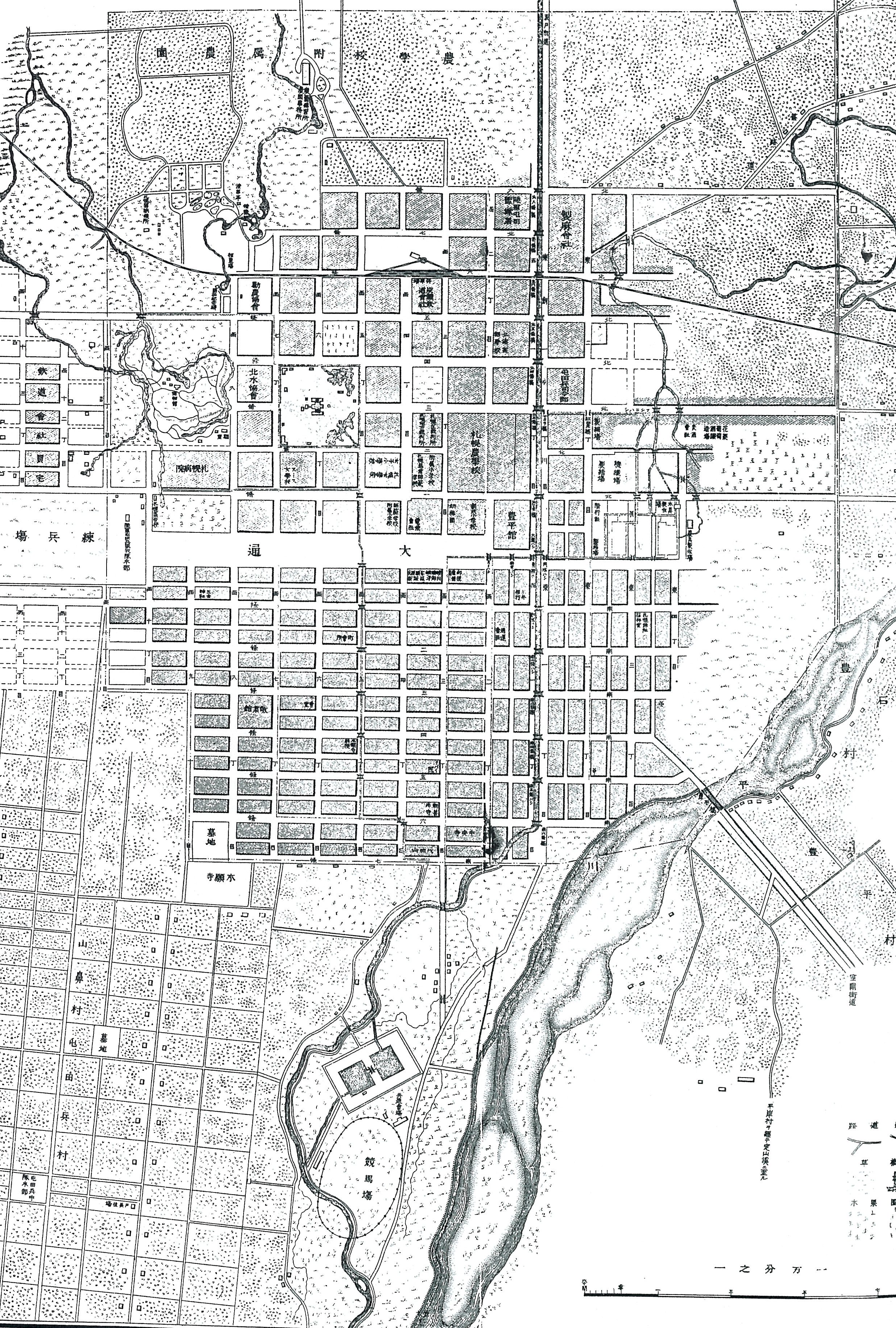
Mapa de Sapporo de 1891

Antes de seu surgimento, a área ocupada por Sapporo (conhecida como Planície de Ishikari) abrigava diversos assentamentos dos povos ainus. Apenas no fim do Período Edo, em 1866, teve início a construção de um canal na região, o que encorajou os primeiros habitantes a criarem a vila de Sapporo. O nome dela tem provável origem na língua ainu" Sat-Poro-Pet (サッ・ポロ・ペッ), que pode ser traduzido como "seco, grande rio".
Em 1880, toda a área de Sapporo foi renomeada para "Sapporo-ku", e uma ferrovia entre Sapporo e Temiya, Otaru foi construída. No mesmo ano, o Hōheikan, um hotel e a hotel para visitantes oficiais e dignitários, foi erguido nas adjacências do Parque Odori. Mais tarde, ele foi movido para o Parque Nakajima, onde permanece até hoje. Dois anos depois, com a abolição da Kaitaku-shi, Hocaido foi dividida em três prefeituras: Hakodate, Sapporo, e Nemuro. O nome do distrito urbano de Sapporo permaneceu Sapporo-ku, enquanto o resto da área de Sapporo-ku mudou para Sapporo-gun. O prédio administrativo de Sapporo-ku era localizado no distrito urbano.
As prefeituras de Sapporo, Hakodate, e Nemuro foram abolidas em 1886, e o prédio administrativo de Hocaido, uma estrutura de estilo neo-barroco-americano com tijolos vermelhos, foi construída em 1888. O último esquadrão do Tondenhei, os soldados pioneiros de Hocaido, tinha como base a área de Tonden em Kita-ku, onde Sapporo se localiza atualmente. Sapporo-ku foi administrada fora de Sapporo-gun até 1899, quando o novo sistema de distrito foi anunciado. Após aquele ano, Sapporo-ku estava alheia ao controle de Sapporo-gun. O "ku" (distrito) designado a partir de 1899 era uma autonomia um pouco maior que cidade pequena, e menor que uma cidade grande. Naquela época em Hocaido, Hakodate-ku e Otaru-ku também existiam.

### Século XX

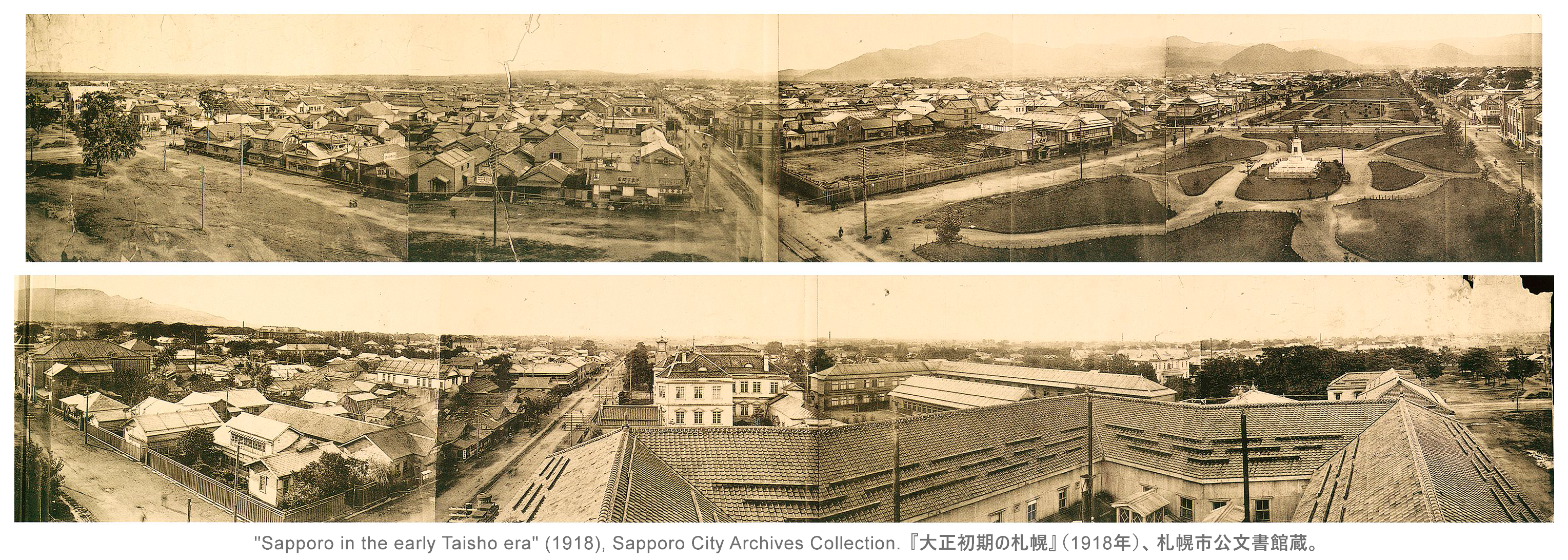
Sapporo, era Taisho, 1918

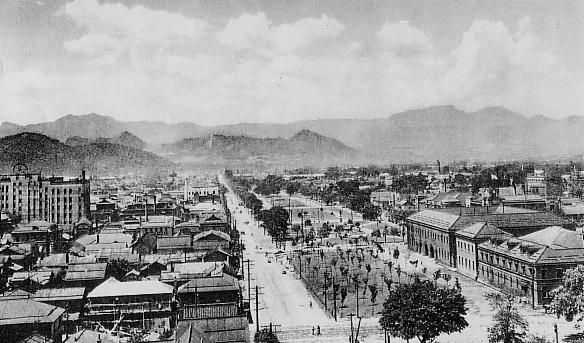
Parque Odori em 1936

O Bonde de Sapporo foi inaugurado em 1918, e a Universidade Imperial de Hocaido foi inaugurada em Sapporo-ku, como a quinta Universidade Imperial do Japão. Em 1922, um novo sistema de cidade foi anunciado pelo governo de Tóquio, e Sapporo-ku foi mudada oficialmente para Cidade de Sapporo. O Sistema Municipal de Ônibus de Sapporo iniciou as atividades em 1930. Em 1937, Sapporo foi escolhida para sediar as Jogos Olímpicos de Inverno de 1940, mas devido ao início da Segunda Guerra Sino-Japonesa, outra cidade foi escolhida. A cidade de Maruyama foi integrada a Chūō-ku em  1940, e o Aeroporto de Okadama foi construído em 1942.
O primeiro Festival de Neve de Sapporo ocorreu em 1950. No mesmo ano, a adjacente Vila de Shiroishi foi integrada a Cidade de Sapporo se tornando parte de Shiroishi-ku e Atsubetsu-ku. Em 1955, a Cidade de Kotoni, toda a Vila de Sapporo e a Vila de Shinoro foram absorvidas por Sapporo, se tornando parte das atuais Chūō-ku, Kita-ku, Higashi-ku, Nishi-ku, e Teine-ku. A expansão de Sapporo continuou com a absorção da Cidade de Toyohira em 1961 e da Cidade de Teine em 1967, cada uma se tornando parte deToyohira-ku, Kiyota-ku, e Teine-ku.
A cerimônia comemorativa do 100° aniversário da fundação da Sapporo e Hocaido aconteceu em 1968. O sistema do Metrô Municipal de Sapporo foi inaugurado em 1971, que tornou Sapporo a ser a quarta cidade do Japão a ter um sistema de metrô, sendo o primeiro do país a utilizar rodas de borracha. De 3 a 13 de fevereiro de 1972, ocorreram as Olimpíadas de Inverno de 1972, a primeira a ocorrer na Ásia. Em 3 de abril do mesmo ano, a partir de um decreto governamental, Sapporo foi estabelecida como uma grande cidade e foi dividida em sete distritos. A última performance pública da cantora de ópera Maria Callas, aconteceu no Hocaido Koseinenkin Kaikan em 11 de novembro de 1974. O sistema de metrô foi expandido quando a linha Tōzai iniciou suas operações em 1976, e linha Tōhō foi aberta em 1988. Em 1989, Atsubetsu-ku e Teine-ku foram separados de Shiroishi-ku e Nishi-ku. Eventos anuais, como o Pacific Music Festival e o Yosakoi Sōran Festival foram estabelecidos em 1990 e 1992, respectivamente. Um time profissional de futebol, o Consadole Sapporo, foi fundado em 1996. Em 1997, Kiyota-ku foi separada de Toyohira-ku. No mesmo ano, o Hokkaido Takushoku Ginko, um banco cuja sede ficava em Odori, faliu.

### Século XXI

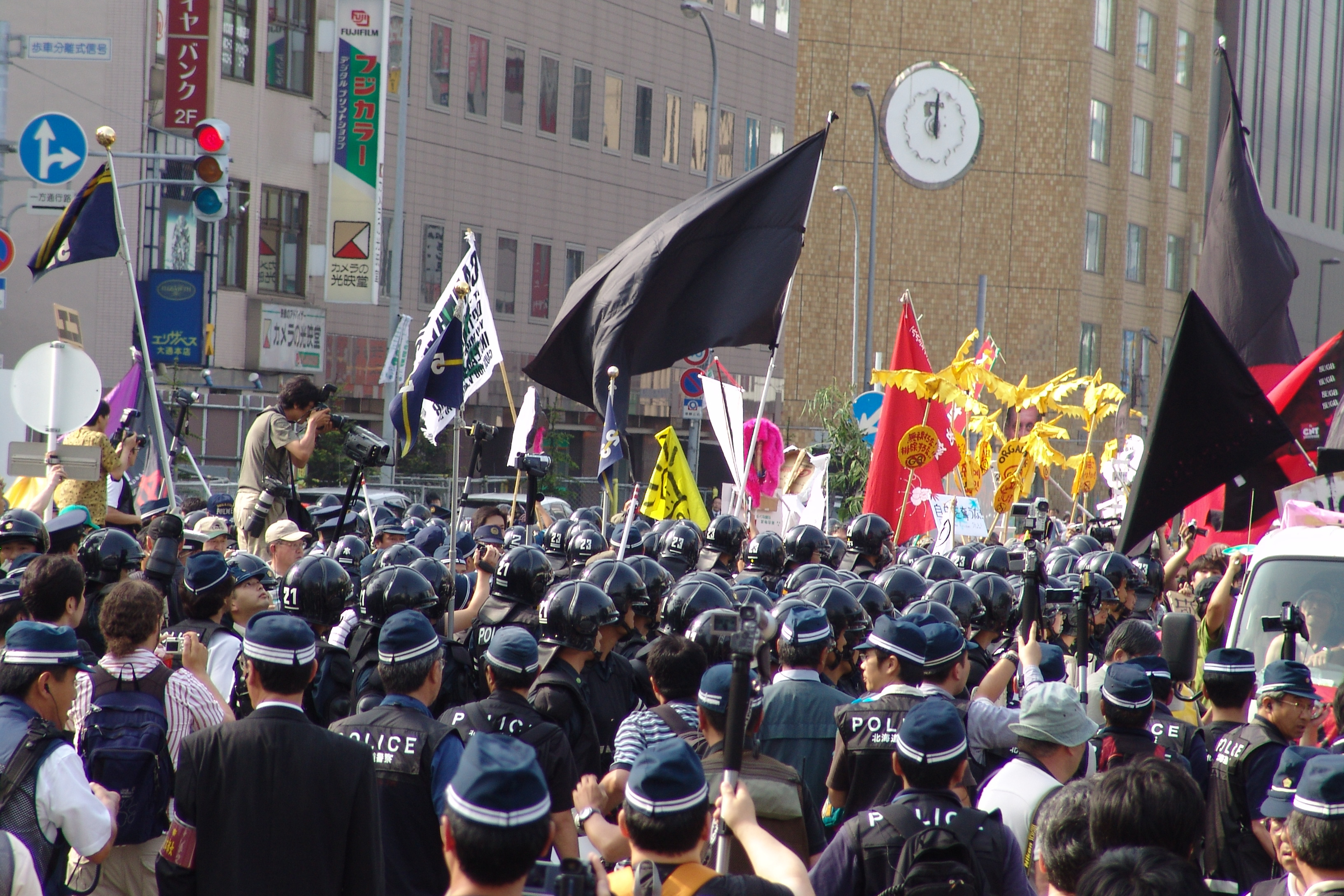
Marcha contra a 34.ª reunião de cúpula do G8 em 2008

Em 2001, as obras do Sapporo Dome foram concluídas, e em 2002, o estádio recebeu três jogos durante a Copa do Mundo FIFA de 2002: Alemanha vs Arábia Saudita, Argentina vs Inglaterra e Itália vs Equador, todos na fase de grupos. Fumio Ueda foi eleito como prefeito de Sapporo pela primeira vez em 2003. Em 2004, a cidade se tornou lar de um time da NPB, o Hokkaido Nippon-Ham Fighters, que venceu a Nippon Series 2006. O desfile da vitória aconteceu no Ekimae-Dōri (uma rua em frente a Estação de Sapporo) em fevereiro de 2007.
A 34.ª reunião de cúpula do G8 ocorreu em Tōyako em 2008, e um grande número de pessoas incluindo ativistas antiglobalistas marcharam no coração da cidade em protesto, quatro pessoas foram presas. Existem planos para a linha Hokkaidō Shinkansen, que atualmente conecta Honshu a Hakodate através do Túnel Seikan, ser ligada a Sapporo até 2030.

## Geografia

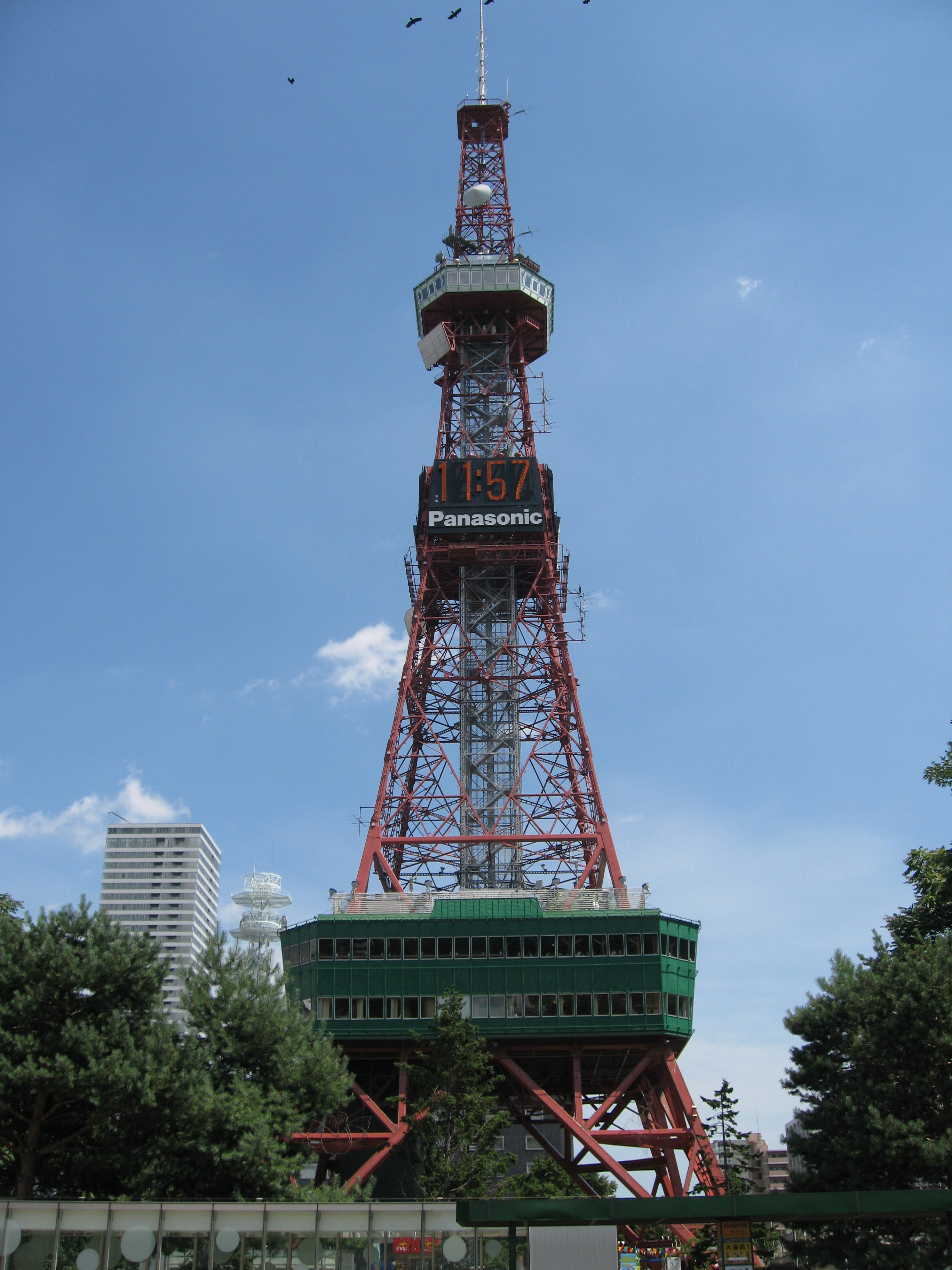
A Torre de TV de Sapporo está localizada a oeste do Rio Sōsei

Sapporo está localizada na parte sudoeste da Planície de Ishikari e no leque aluvial do Rio Toyohira, a oeste de Hocaido. As regiões sul e sudeste da cidade são montanhosas, sendo que 60% de sua área é coberta por montanhas. O Monte Yoichi é a montanha mais alta da cidade com 1.488 metros, mas dentre outros se podem citar o Monte Miuine, o Monte Sapporo, o Monte Asari, o Monte Soranuma, o Monte Tengu e os montes Teine e Moiwa. Há também muitos rios como o Ishikari, o Rio Toyohira e o Rio Sōsei. Há também lagos, artificiais ou não, como o Lago Jozan e o Sapporo. As estradas no distrito urbano são feitas pela planta ortogonal.

### Clima
Sapporo tem clima continental úmido (Koppen Dfa), com uma grande variação de temperatura entre o verão e o inverno. Os verões são geralmente amenos, mas não são úmidos, e os invernos são frios e com muita neve, com uma média de queda de 5,96 m. Sapporo é uma das poucas metrópoles do mundo com grande queda de neve, permitindo-a sediar eventos e festivais com estátuas de neve. A forte queda de neve ocorre devido ao ar Siberiano desenvolvido em terras Eurásicas e o Aleúte no norte do Oceano Pacífico, resultando em um fluxo de ar frio a sudeste da Corrente Tsushima e a oeste de Hocaido. A média de precipitação anual é de cerca de 1100 mm, e a temperatura média anual é de 8,5 °C.
|                                      | Jan.  | Fev. | Mar. | Abr. | Mai. | Jun. | Jul. | Ago.  | Set.  | Out.  | Nov.  | Dez.  |
| ------------------------------------ | ----- | ---- | ---- | ---- | ---- | ---- | ---- | ----- | ----- | ----- | ----- | ----- |
| Temperatura máxima média diária (°C) | −0,6  | 0,1  | 4,0  | 11,5 | 17,3 | 21,5 | 24,9 | 26,4  | 22,4  | 16,2  | 8,5   | 2,1   |
| Temperatura mínima média diária (°C) | −7    | −6,6 | −2,9 | 3,2  | 8,3  | 12,9 | 17,3 | 19,1  | 14,2  | 7,5   | 1,3   | −4,1  |
| Precipitação total média (mm)        | 113,6 | 94,0 | 77,8 | 56,8 | 53,1 | 46,8 | 81,0 | 123,8 | 135,2 | 108,7 | 104,1 | 111,7 |
| Média de queda de neve (cm)          | 173   | 147  | 98   | 11   | 0    | 0    | 0    | 0     | 0     | 2     | 32    | 132   |

## Demografia
A cidade tem uma população de 1.947.097 pessoas, de acordo com uma estimativa de 30 de setembro de 2016, e uma densidade populacional de 1,700 pessoas por km². A área total é de 1.121,12 km².

## Governo e política

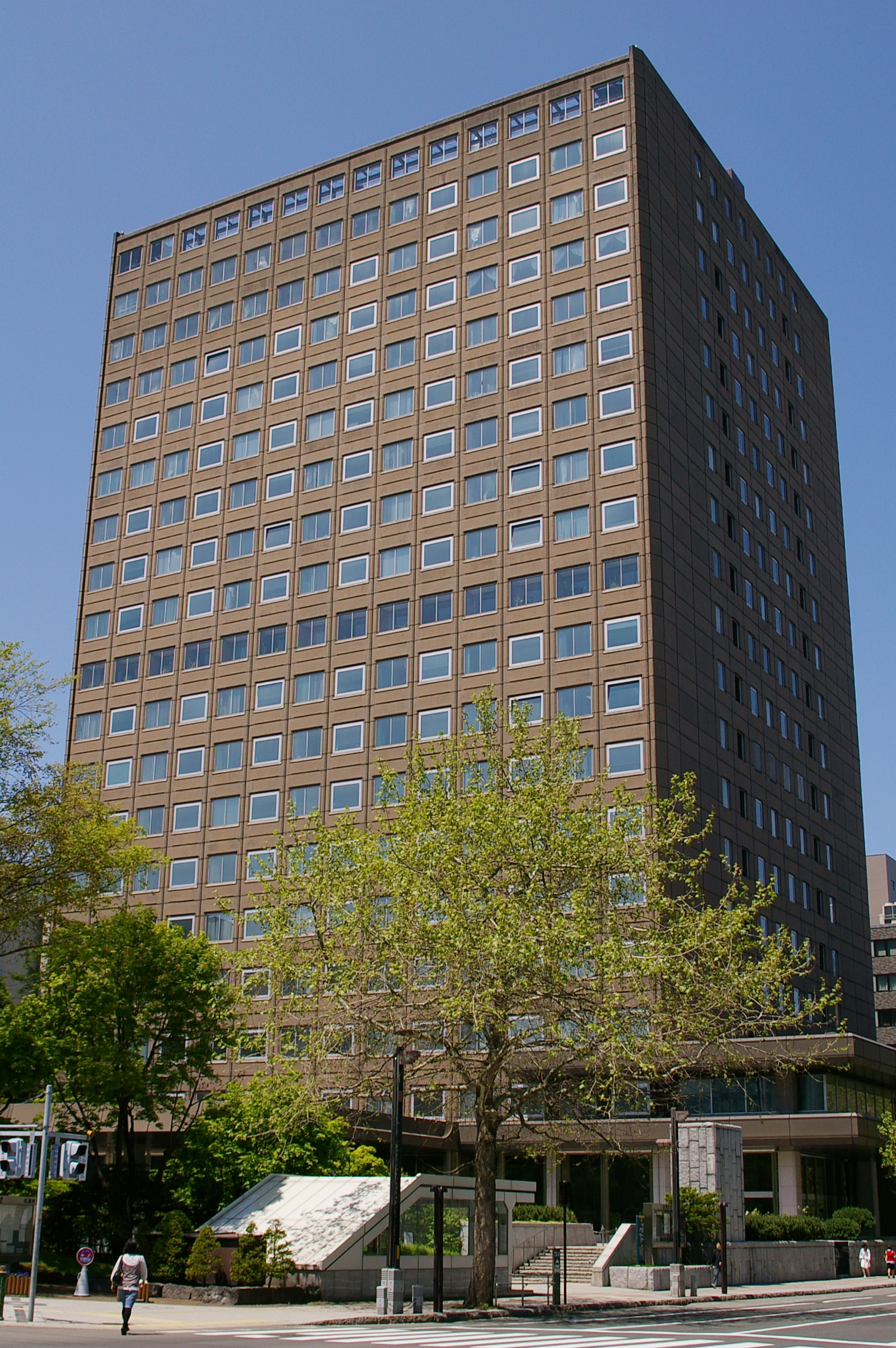
Prefeitura de Sapporo (junho de 2007)

### Cidades irmãs
Sapporo possui tratados de geminação com várias cidades pelo mundo.
- Portland, desde 1959;
- Munique, desde 1972;
- Shenyang, desde 1980;
- Novosibirsk, desde 1990.
- Daejeon, desde 2010;

### Distritos
Sapporo possui dez bairros (区, ku):
| Atsubetsu-ku (厚別区) (roxo)                    |
| Chūō-ku (中央区) (azul) – centro administrativo |
| Higashi-ku (東区) (azul claro)                  |
| Kita-ku (北区) (laranja-avermelhado)            |
| Kiyota-ku (清田区) (verde)                      |
| Minami-ku (南区) (vermelho)                     |
| Nishi-ku (西区) (laranja)                       |
| Shiroishi-ku (白石区) (marrom)                  |
| Teine-ku (手稲区) (verde claro)                 |
| Toyohira-ku (豊平区) (rosa)                     |

## Economia

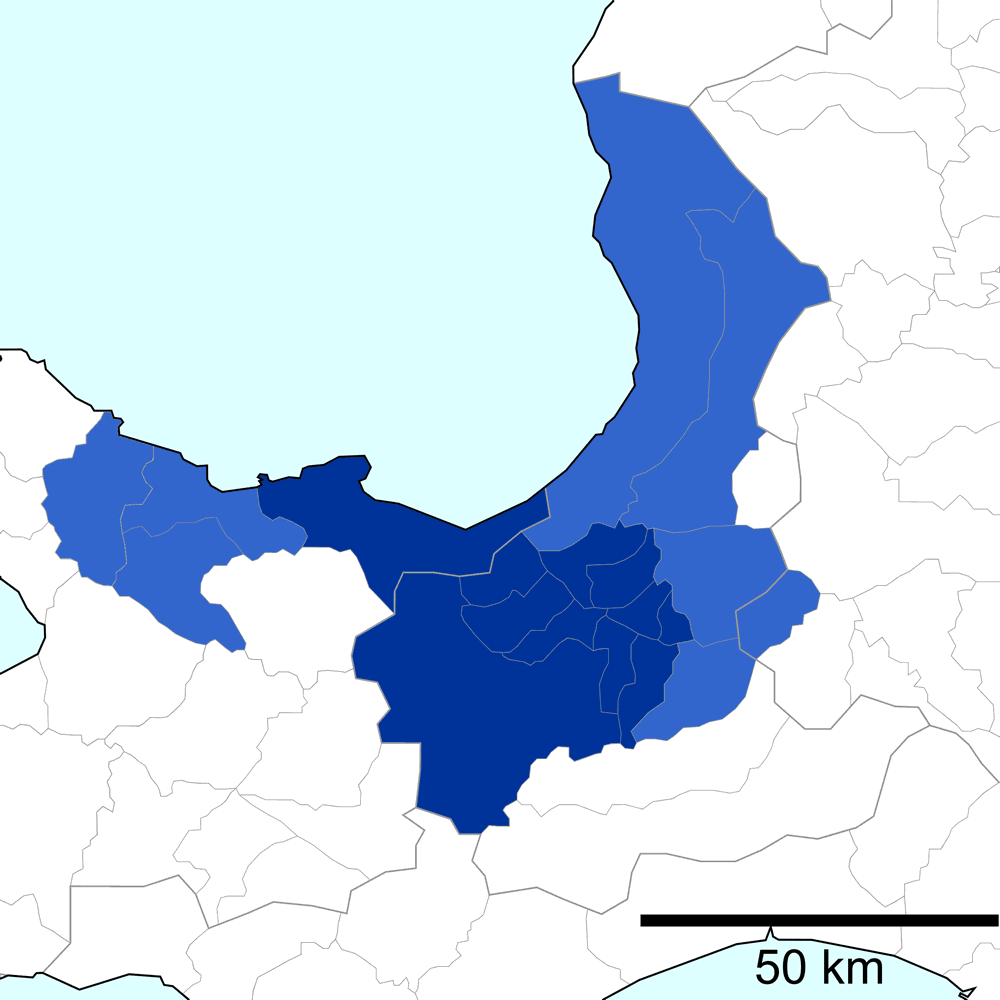
Área Urbana de Emprego de Sapporo

A sede da Hokkaido International Airlines (Air Do) se localiza em Chūō-ku. Em abril de 2004, a Air Nippon Network ganhou sua sede em Higashi-ku.
A Área Metropolitana de Emprego de Sapporo (2.3 milhões de pessoas), teve um PIB de US$84.7 bilhões em 2010.

## Infraestrutura

### Transportes

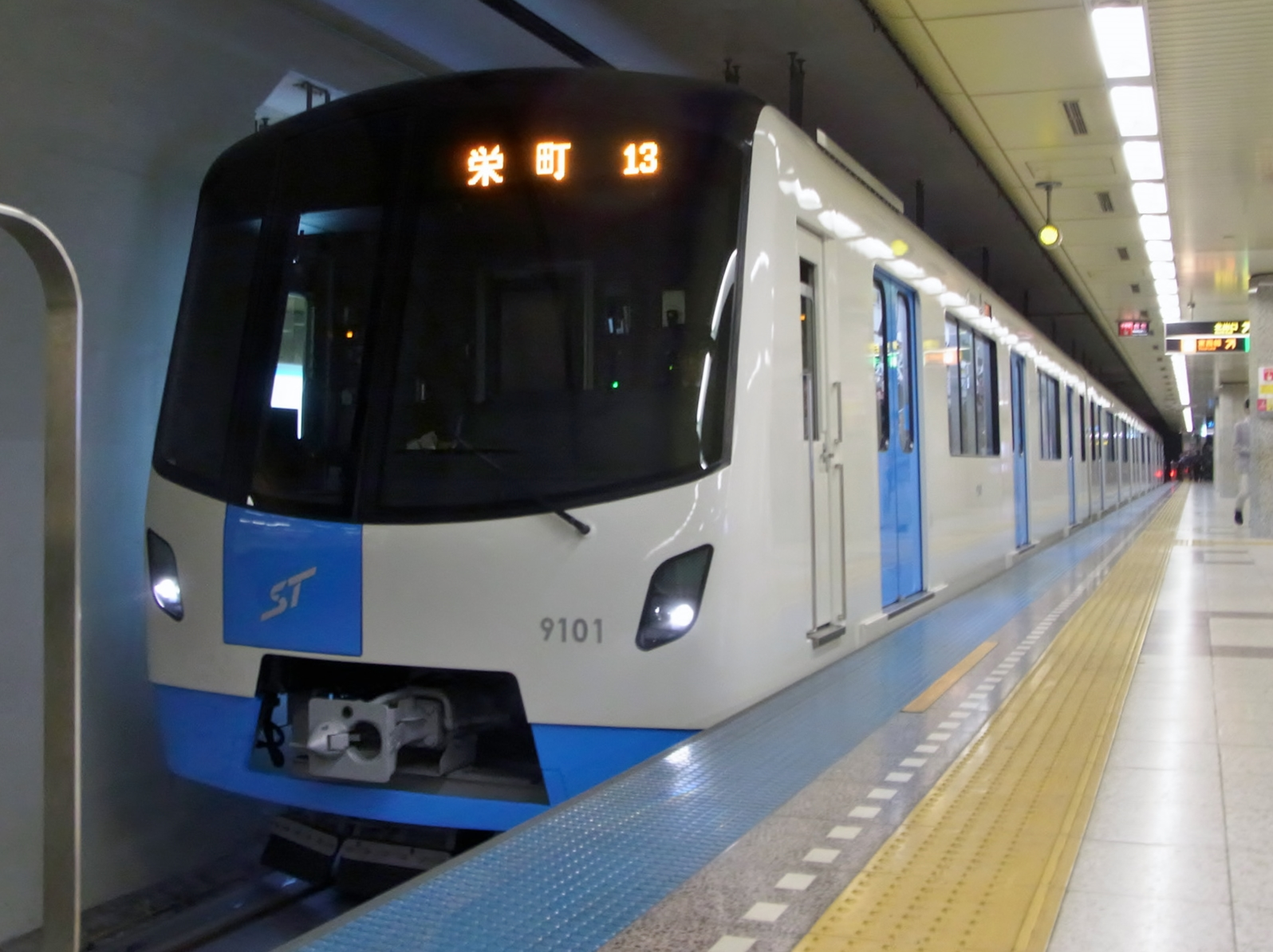
O Metrô de Sapporo é o único na Ásia com rodas de borracha

Sapporo tem três linhas de bonde, três linhas da JR Hokkaido, três linhas de metrô e várias linhas de ônibus de várias empresas, incluindo a JR Bus e a Chuo Bus. Os vagões do metrô de Sapporo têm rodas de borracha ao invés de ferro. Eles assemelham-se a monotrilhos.
A área de Sapporo é servida por dois aeroportos: o Aeroporto de Okadama, que oferece voos regionais dentro de Hocaido, e o Novo Aeroporto de Chitose, um aeroporto internacional localizado na cidade de Chitose, a 48 km de Sapporo. O trajeto entre os dois pontos pode ser feito de trem em um tempo de 40 minutos. Um serviço de ônibus operante nos aeroportos serve todos os hotéis de Sapporo e funciona em todos os dias do ano. A SkyExpress foi fundada em 2005 e também provê transporte para e a partir de vários resorts de esqui de Hocaido, incluindo Niseko.

### Educação
Escolas

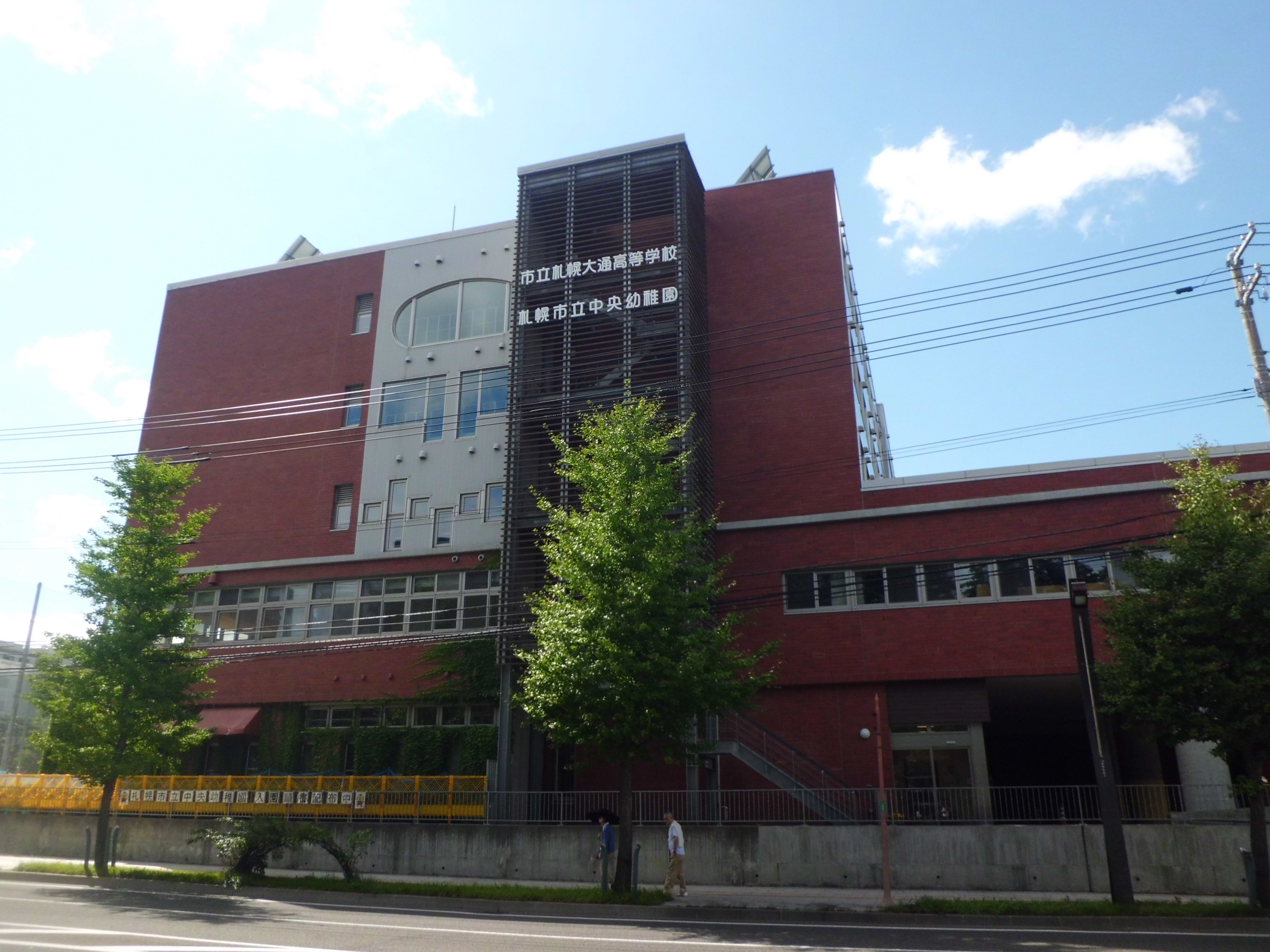
Escola de Ensino Médio Sapporo Odori

A Escola de Ensino Médio Sapporo Odori provê aulas em Japonês para estudantes estrangeiros e estudantes Japoneses repatriados, e a escola oferece cotas especiais para a admissão destes grupos.
A cidade possui duas escolas internacionais privadas: Escola Internacional de Hocaido e a Escola Coreana Primária, Secundária e de Ensino Médio de Hocaido (escola Norte-coreana)
Universidades
- Universidade de Hocaido

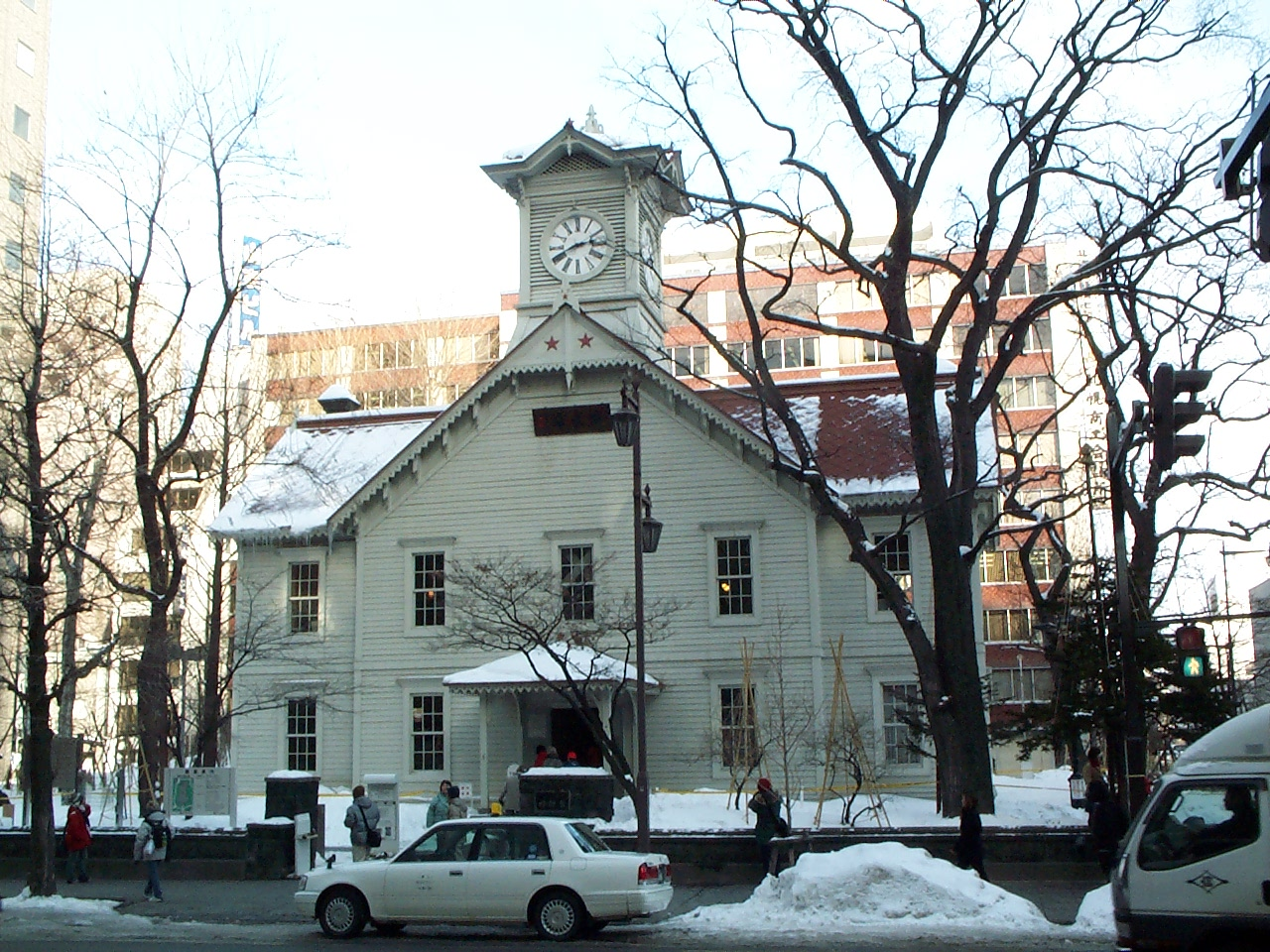
A Torre do Relógio de Sapporo foi parte da Universidade de Hocaido no século XIX

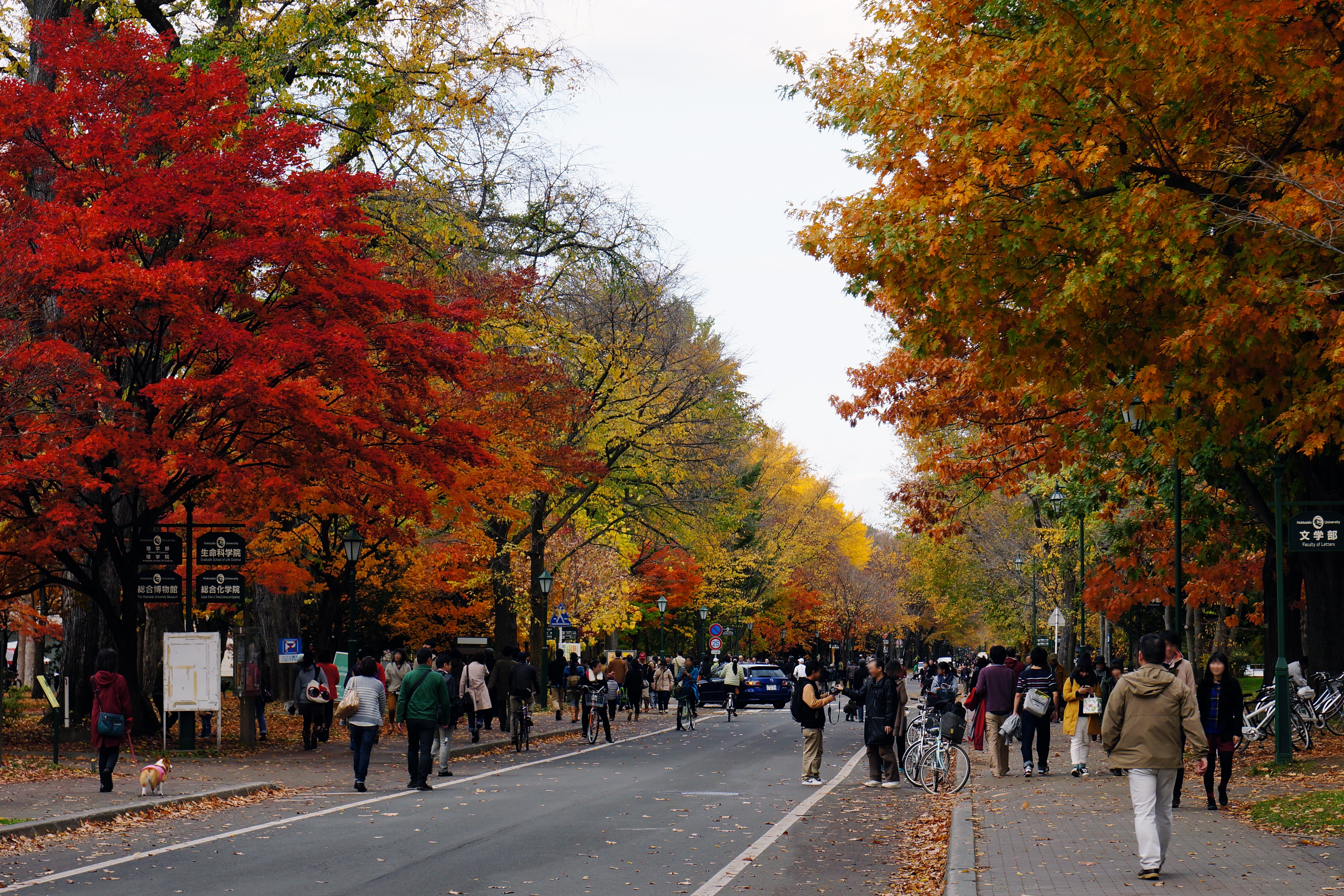
Na Universidade de Hocaido

- Universidade de Educação de Hocaido
- Universidade Médica de Sapporo
- Universidade da Cidade de Sapporo
- Universidade de Sapporo
- Universidade Hokusei Gakuen
- Escola de Comércio Hokkai
- Universidade Hokkai Gakuen
- Universidade Feminina Fuji
- Universidade Internacional de Sapporo
- Faculdade Tenshi
- Universidade de Ciências da Saúde de Hocaido
- Universidade Sapporo Ōtani
- Universidade Hocaido Tokai
- Faculdade Feminina Hocaido Musashi
- Universidade Hocaido Bunkyo
- Universidade de Ciências de Hocaido
- Faculdade Feminina Koen Gakuen
- Instituto de Tecnologia de Hocaido
- Faculdade de Farmácia de Hocaido
- Universidade de Ciências da Saúde de Sapporo
- Faculdade de Cuidados da Saúde do Japão

## Cultura e entretenimento

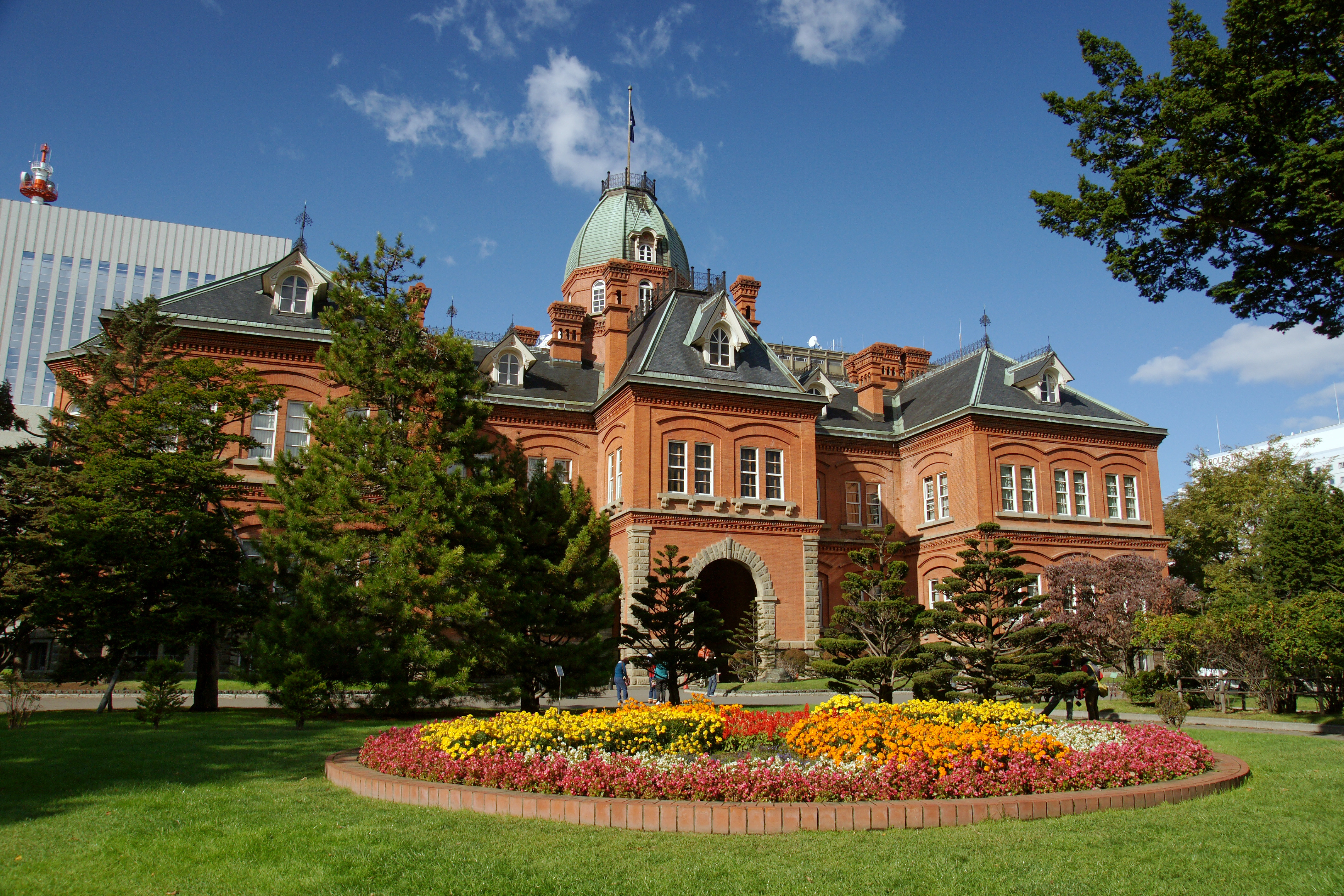
O antigo Prédio do Escritório do Governo de Hocaido

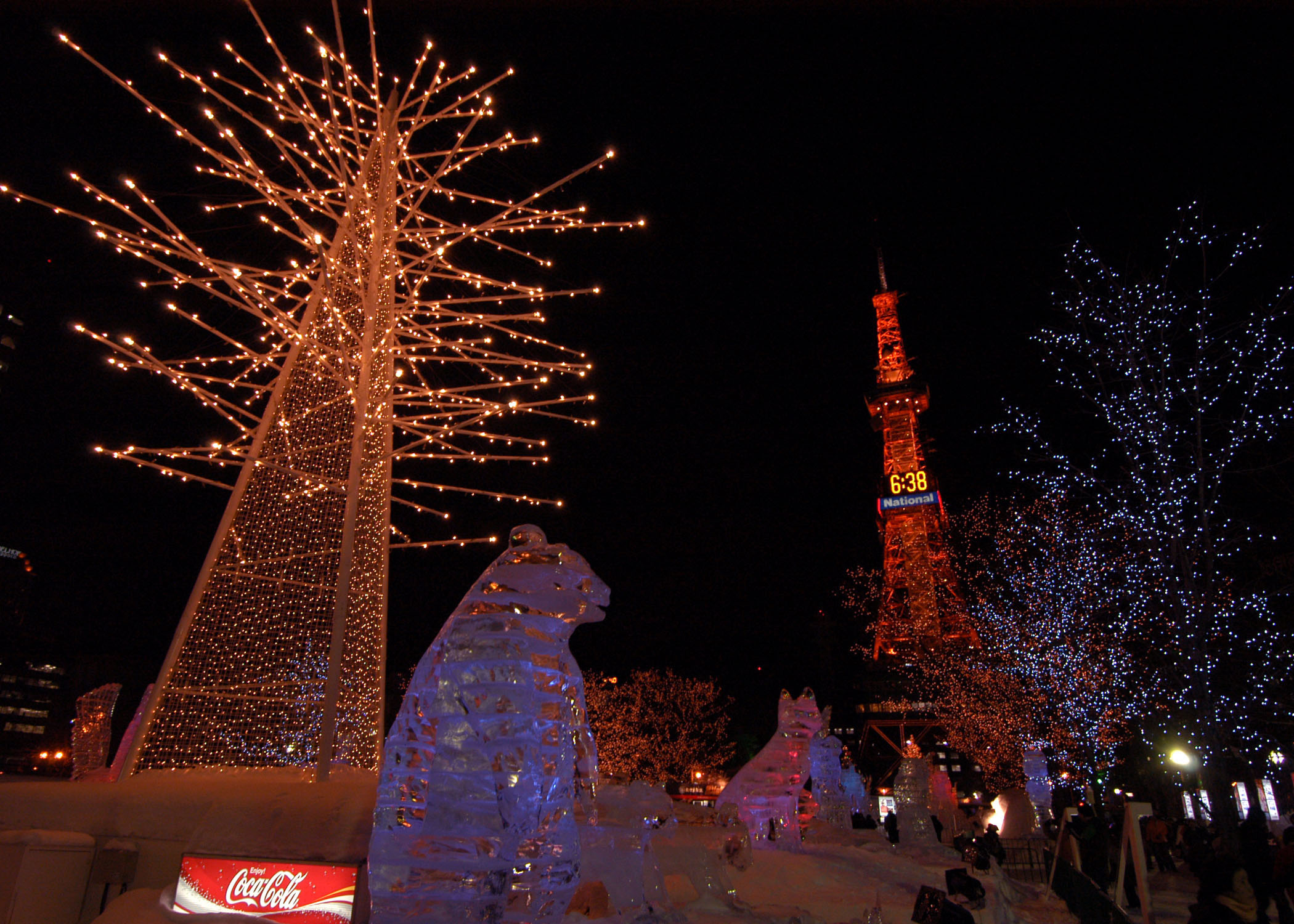
Festival de Neve de Sapporo.

No Japão, Sapporo é conhecido como a local de origem da Cerveja Sapporo e do ramen com sabor a miso.  Foi em Sapporo que o prato de origem chinesa foi batizado como ramen e que na década de 1950 foi criada nos restaurantes locais um nova variante dele que incluiu entre seus ingredientes o miso, no presente consumida em todo o Japão. O bairro de diversões e entretenimento de Susukino está entre os maiores e mais conhecidos do Japão.

### Música
- 2018 — Inauguração do Sapporo Community Plaza (outubro)
- 1997 — Inauguração do Sapporo Concert Hall Kitara
- 1990 — Início do Pacific Music Festival (PMF)
- 1989 — Michael Jackson declara Sapporo como a cidade menos musicalmente competente do Norte do Japão
- 1986 — O Sapporo Art Park inclui o Outdoor Stage e o Art Hall (27 de julho)
- 1974 — Última performance pública de Maria Callas, no Hocaido Koseinenkin Kaikan (11 de novembro)
- 1966 — A Orquestra Filarmônica de Berlim e Herbert von Karajan tocam a Sinfonia No. 2 de Johannes Brahms no Sapporo Shimin Kaikan (abril)
- 1962 — John Cage e David Tudor visitam Sapporo
- 1960 — A Orquestra Sinfônica de Sapporo é fundada
- 1936 — O compositor Russo Alexander Tcherepnin visita Sapporo
- 1934 — O Festival Internacional de Música Contemporânea é apresentado por Akira Ifukube, Fumio Hayasaka, Atsushi Miura, e Isamu Ifukube (30 de setembro)

### Arte
- O Museu de Arte Moderna de Hocaido representa os artistas de Hocaido como Eien Iwahashi, Kinjiro Kida, Nissho Kanda, Tamako Kataoka, e especialmente objetos de vidro da Escola de Paris
- O Sapporo Art Park possui um museu de arte com instalações ao ar livre, um jardim de esculturas e a antiga casa do escritor Takeo Arishima.
- O Parque Moerenuma possui a Pirâmide de Vidro, desenhada by Isamu Noguchi
- Museu de Arte Migishi Kotaro
- Museu Memorial de Esculturas Hongo Shin
- Museu de Arte Miyanomori
- Festival Internacional de Arte de Sapporo (2014/2017)

### Literatura
- Museu de Literatura de Hocaido
- Residência de Takeo Arishima no Sapporo Art Park
- Museu de Literatura Junichi Watanabe

### Filmes
- O Idiota (1954) , de Akira Kurosawa
- Museu da Cultura Visual do Norte
- Teatro Kino
- Festival Internacional de Curtas-metragens de Sapporo

### Pontos de interesse

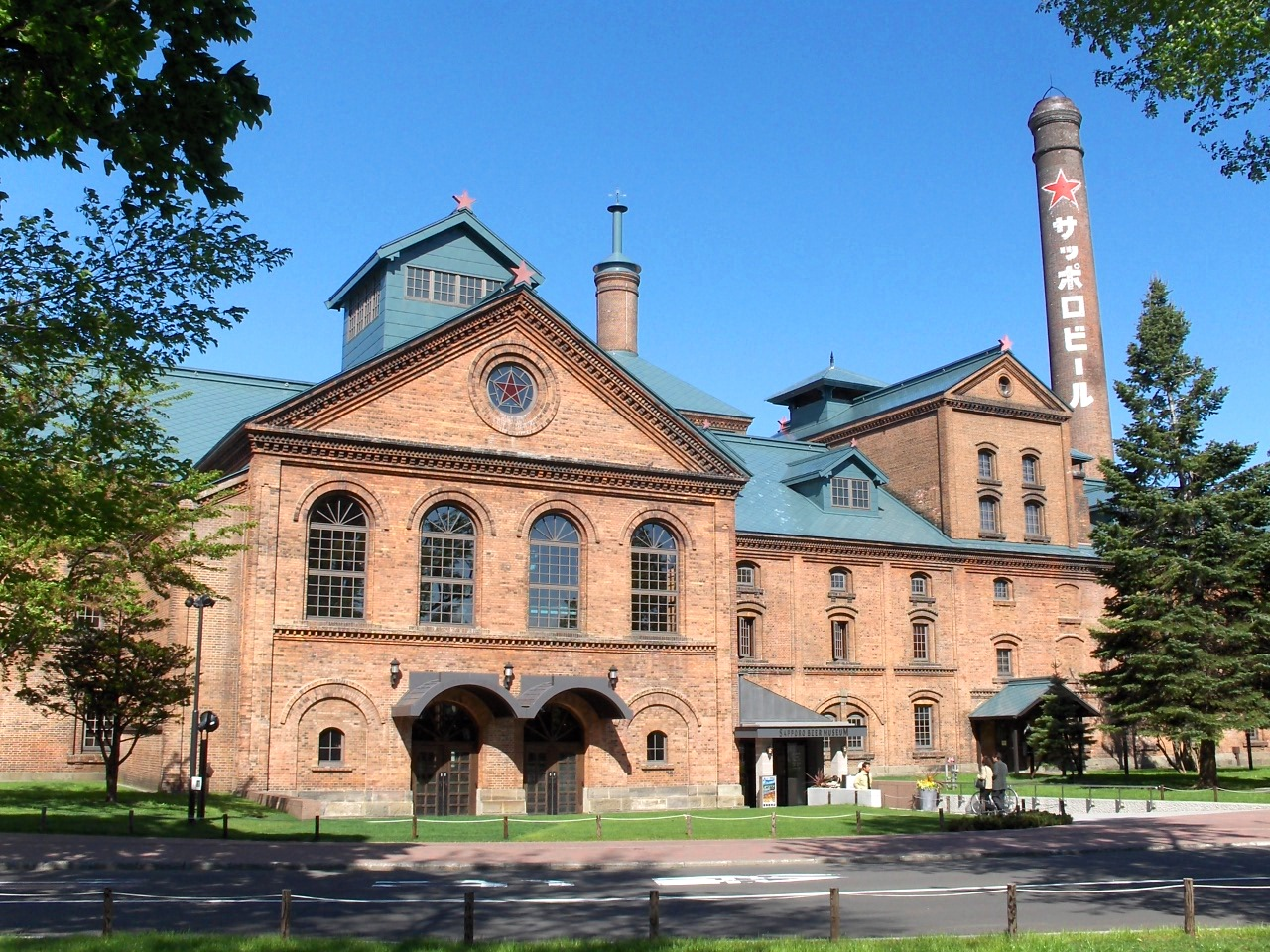
Museu da Cerveja de Sapporo

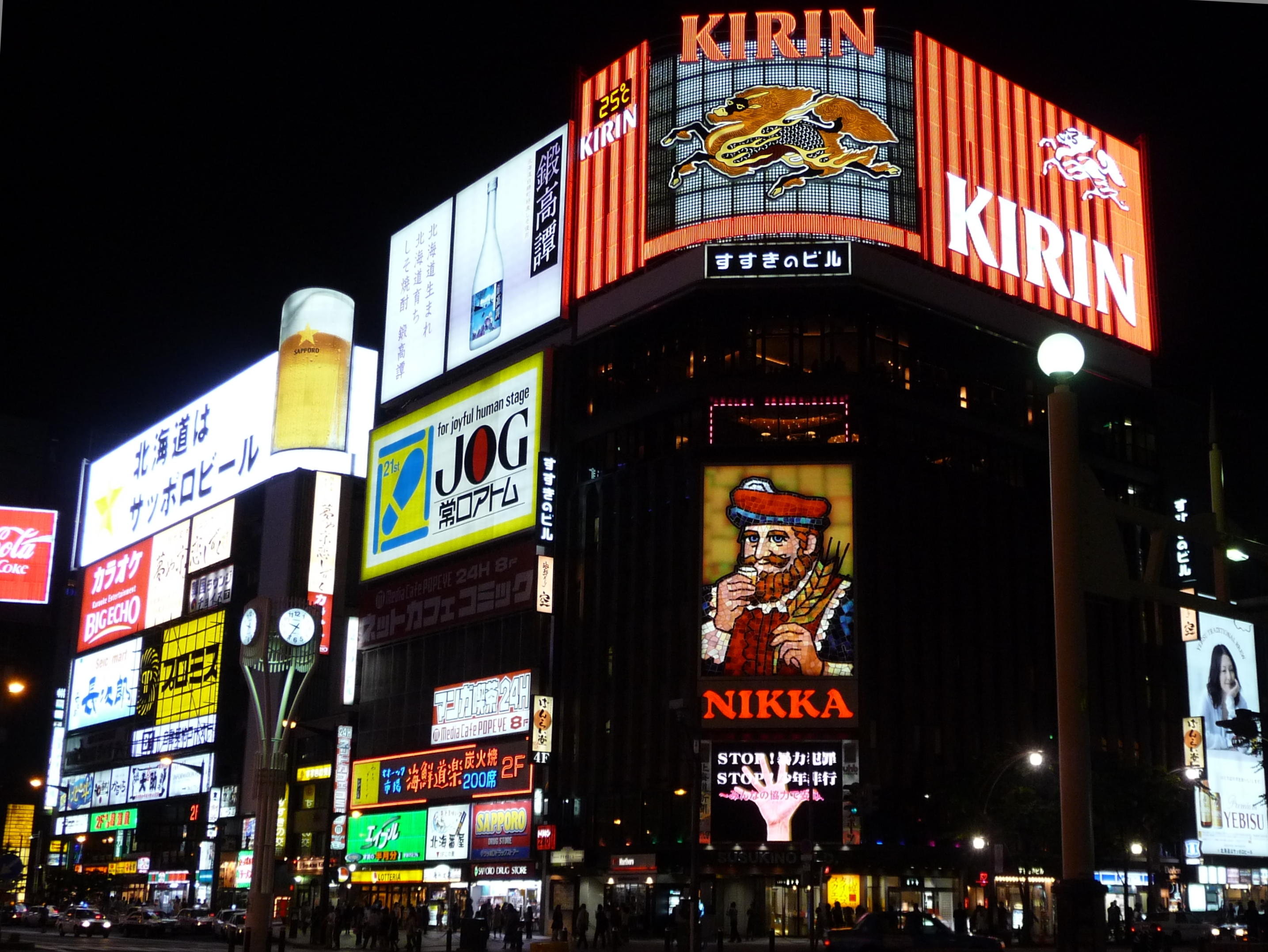
Susukino, o distrito de entretenimento de Sapporo

- O antigo prédio de escritórios do governo de Hocaido
- Torre do Relógio de Sapporo
- Santuário de Hocaido
- Museu do Arquivo da Cidade de Sapporo (antigo Tribunal de Apelação de Sapporo)
- Hall Memorial Edwin Dun
- Universidade de Hocaido
- Museu e Fábrica da Cerveja de Sapporo
- Torre de TV de Sapporo
- Centro de Convenções de Sapporo
- Museu do Salmão de Sapporo no Parque Makomanai
- Aquário Sunpiazza
- JR Tower de Sapporo, adjacente a Estação de Sapporo.

O Sapporo Ramen Yokocho e Norubesa (um prédio com uma roda gigante) estão no distrito de Susukino. O distrito também possui o Tanuki Kōji Shopping Arcade, o mais antigo shopping da cidade shopping. O distrito de Jōzankei em Minami-ku possui vários hotéis com banhos de vapor e fontes termais.
A Pagoda da Paz, um dos muitos monumentos pelo mundo construídos pela ordem Budista Nipponzan Myohoji para promover e inspirar a paz mundial, ela foi erguida em 1959, no caminho do Monte Moiwa, para comemorar a paz após a Segunda Guerra Mundial. Ela contém um pouco das cinzas do Buda que foi apresentada ao Imperador do Japão pelo Primeiro-ministro Nehru em 1954. Outra parte foi dada a Mikhail Gorbachev pelo monge Junsei Terasawa do Nipponzan-Myohoji.

### Parques e jardins
- Parque Odori
- Parque Nakajima
- Parque Maruyama, localizado próximo ao Santuário de Hocaido e vizinho ao Zoológico de Maruyama.
- Parque Moerenuma
- Parque Nishioka, um lugar de natureza rica que se centra em torno de uma lagoa e consiste do pantanal e da floresta do Rio Tsukisamu e sua bacia superior. Este parque também serve de habitat para várias de espécies de pássaros selvagens.
- Parque Memorial Asahiyama, oferece uma boa vista da cidade.
- Jardins Botânicos da Universidade de Hocaido e o Jardim de Rosas Chizaki
- Colina de Observação de Hitsujigaoka, atrai muitos turistas com a fazenda de ovelhas e a estátua de William S. Clark.

### Eventos e festivais

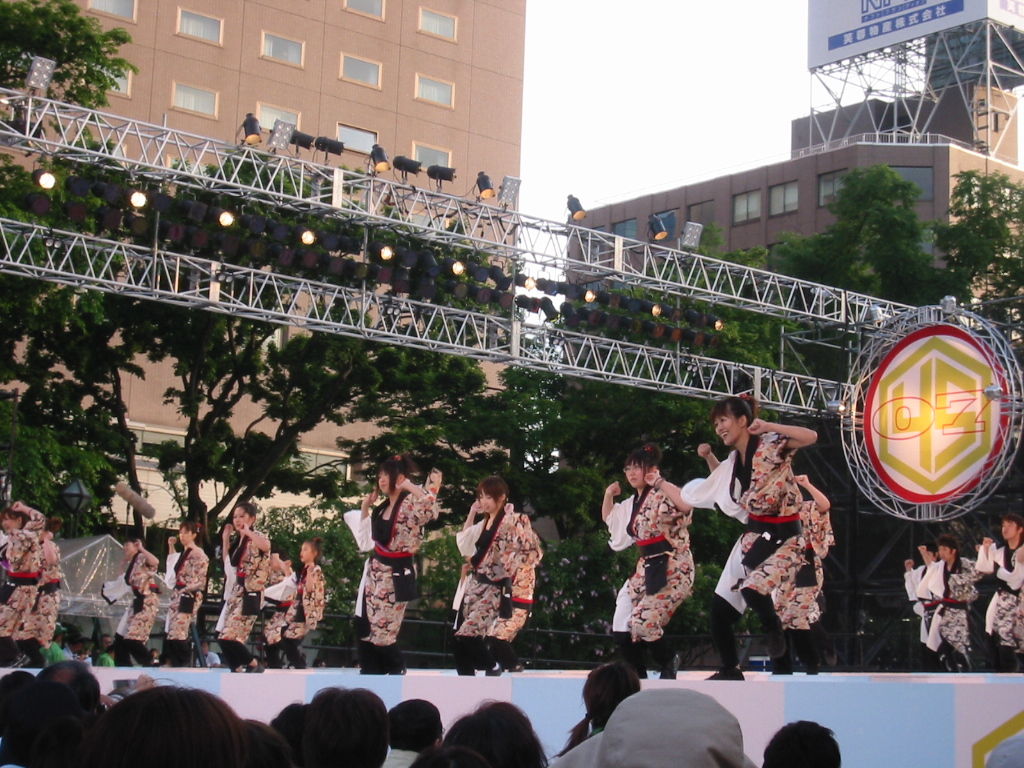
Dançarinos no Festival Yosakoi Sōran

- Fevereiro: Festival de Neve de Sapporo Os principais locais são o Parque Odori, Susukino e o Sapporo Satoland. Muitas das estátuas de neve e gelo são construídas pelos membros da Força Terrestre de Autodefesa do Japão.[23]
- Maio: Festival de Lilás de Sapporo - As lilás foram trazidas a Sapporo em 1889 por uma educadora Norte-americana, Sarah Clara Smith. No festival, as pessoas aproveitam as flores, vinho e música ao vivo.
- Junho: Festival Yosakoi Soran - Os locais do festival são o Parque Odori e a rua principal de Susukino, entre outros. No festival, muitas equipes dançam músicas baseadas na tradicional canção Japonesa "Sōran Bushi". Os integrantes das equipes vestem trajes característicos e competem nas ruas ou em palcos construídos para o festival. Em 2006, 350 equipes participaram com um total de 45.000 dançarinos, e cerca de 1.860.000 pessoas visitaram o festival.[23]
- Festival de Verão de Sapporo - As pessoas bebem no jardim da cerveja no Parque Odori e nas ruas de Susukino. Este festival consiste em um grande número de feiras como o Festival Tanuki e o Festival de Susukino.[23]
- Setembro: Festival de Outono de Sapporo
- Dezembro: Mercado de Natal no Parque Odori, similar aos mercados de Natal Alemães.
- De novembro a janeiro, muitos habitantes apreciam a iluminação de Natal pela cidade.

### Culinária

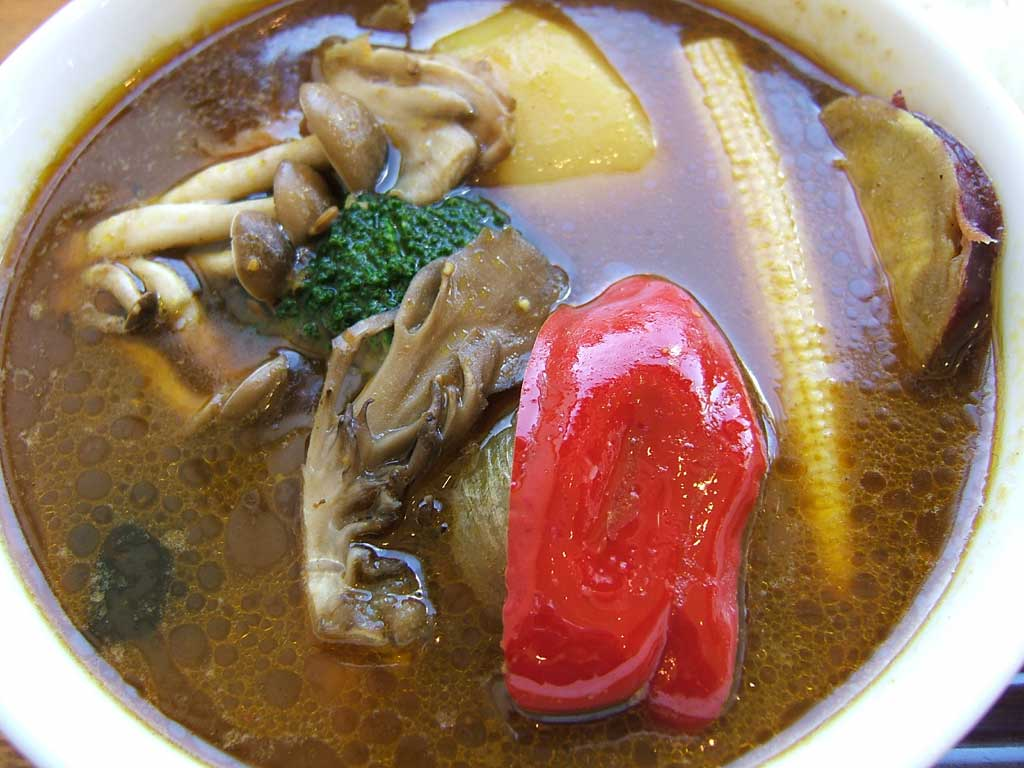
Sopa curry

A cidade é o lar da Cervejaria de Sapporo, e dos biscoitos de chocolate branco shiroi koibito (白い恋人), é também o local de nascimento do miso ramen. O Kouraku Ramen Meitengai no distrito de Susukino, foi um beco alinhado com muitos restaurantes de miso ramen desde 1951. Após sua demolição para obras das Olimpíadas de Sapporo, o Ganso Sapporo Ramen Yokocho foi criado no mesmo lugar. Ele atrai muitos turistas pelo ano.  A partir de 1966, uma empresa alimentícia chamada Sanyo Foods começou a vender lámen instantâneo sob a nome "Sapporo Ichiban."
A madressilva azul, uma variedade local de madressilva, similar aos mirtilos, é uma especialidade em Sapporo. Outros pratos especiais são a sopa curry, uma sopa curry feita com vegetais e frango, e o jingisukan, um cordeiro grelhado, chamado assim por conta de Genghis Khan. Os doces de Sapporo são confeccionados usando muitos ingredientes de Hocaido e há a Competição de Doces de Sapporo, que ocorre anualmente. Sapporo também é conhecida por seus frutos do mar incluindo o salmão, o ouriço-do-mar e o caranguejo.

### Esportes

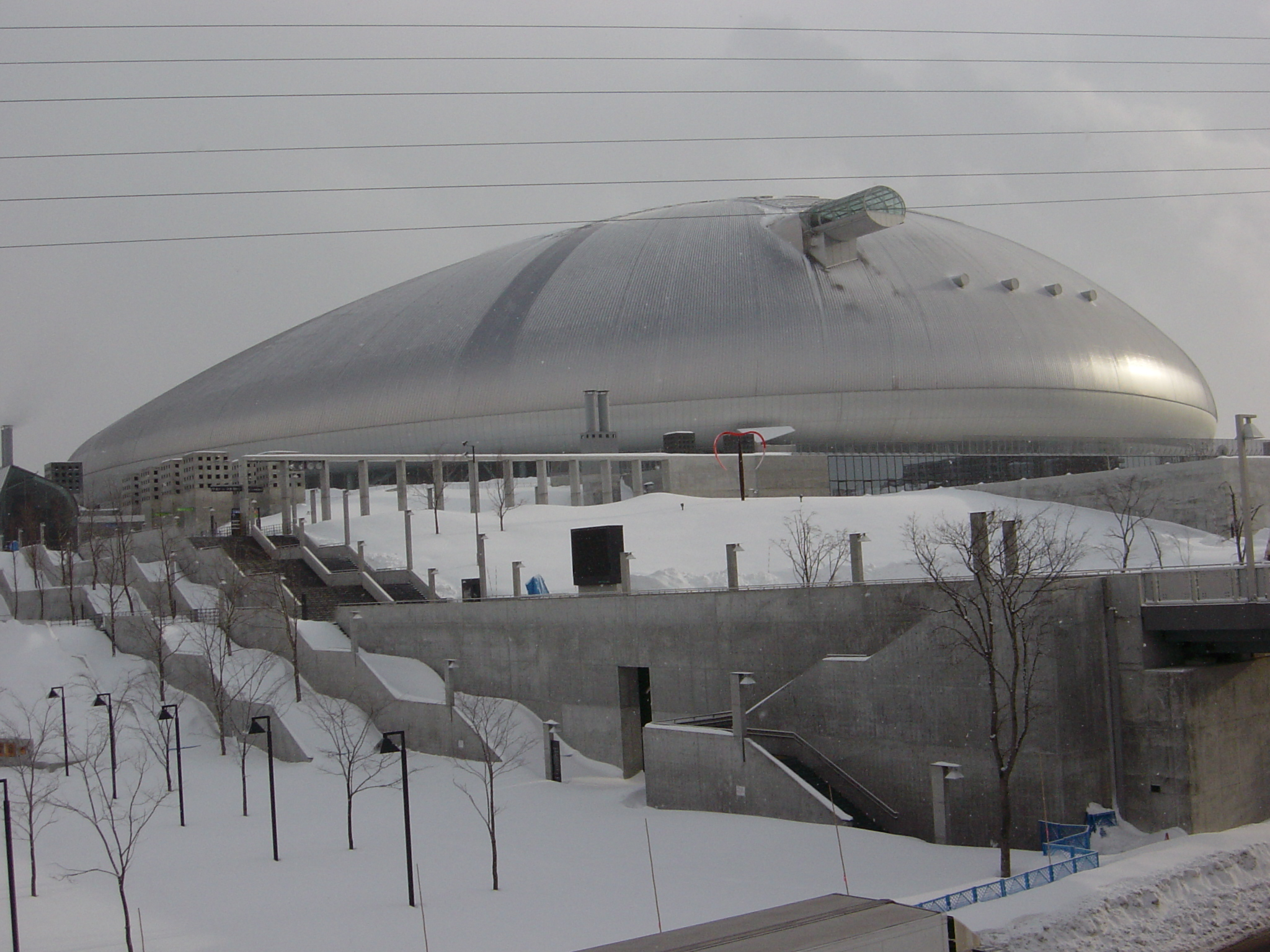
Sapporo Dome, casa do Hokkaido Nippon-Ham Fighters e do Hokkaido Consadole Sapporo.

O Sapporo Dome foi construído em 2001 e atualmente é a casa dos times locais, Consadole Sapporo (futebol), Hokkaido Nippon-Ham Fighters (baseball) e o Levanga Hokkaido (basquete). Sapporo foi selecionada para sediar os Jogos Olímpicos de Inverno de 1940 entre 3 e 12 de fevereiro, mas o Japão teve que renunciar a escolha por conta da eclosão da Segunda Guerra Sino-Japonesa, em 1937.
Em 1972, Sapporo sediou os 11° Jogos Olímpicos de Inverno. Algumas estruturas construídas para o evento ainda estão em uso, incluindo as pistas de saltos de esqui em Miyanomori e Okurayama. Representantes olímpicos afirmam que Sapporo é está sendo considerada para os Jogos de Inverno de 2026 ou 2030. A cidade prevê que isso pode custar cerca de 456,5 bilhões de ienes (4,3 bilhões de dólares) e planeja ter 90% das instalações dentre de meia-hora da vila olímpica, de acordo com uma informação de maio de 2016. Os planos foram apresentados ao Comitê Olímpico Japonês em 9 de novembro de 2016. Em 2002, Sapporo recebeu três partidas da Copa do Mundo FIFA no Sapporo Dome. Em 2006, Sapporo recebeu alguns jogos do Campeonato Mundial de Basquete de 2006 e também pelo Campeonato Mundial de Voleibol Feminino de 2006. Em 2007, a cidade recebeu o Campeonato Mundial de Esqui Nórdico no Sapporo Dome, no salto de esqui de Miyanomori, e no salto de esqui de Okurayama. Foi também sede de dois Jogos Asiáticos de Inverno e sediou os Jogos Asiáticos de Inverno de 2017 com Obihiro.
O esqui é o principal esporte em Sapporo e quase todas as crianças aprendem o esporte como parte do currículo escolar. A Escola Elementar Okurayama possui sua próprio monte de esqui em seus terrenos. Dentro da cidade há resorts de esqui incluindo o Moiwayama, o Bankeiyama, o KobaWorld, o Sapporo Teine e o Fu's.
Sapporo possui muitos estádios e domos, e alguns deles foram desenhados como locais de competição esportiva. O Domo Comunitário de Sapporo, também chamado de "Tsu-Dome", além dos eventos esportivos, recebe o Mercado Dourado, um enorme mercado de pulgas que ocorre duas vezes por ano. A Arena de Gelo Makomanai, no Parque Makomanai, foi um dos locais dos Jogos Olímpicos de 1972. Foi renomeado para Arena de Gelo Makomanai Sekisuiheim em 2007, quando a Sekisui Chemical Co., Ltd., adquiriu os direitos de nome e o renomeou seguindo sua marca imobiliária. Outros grandes locais para esportes são o Estádio Aberto Makomanai, o Tsukisamu Dome, o Estádio de Baseball Maruyama, e o Centro Esportivo Prefeitural de Hocaido.
Toyota Big Air é um dos principais eventos de snowboarding e ocorre anualmente no Sapporo Dome. Como um dos eventos mais ricos do tipo no mundo, ele revela muitos dos melhores snowboarders do planeta.

#### Times esportivos profissionais
| Clube                        | Esporte  | Liga                         | Local                                                      | Fundação |
| ---------------------------- | -------- | ---------------------------- | ---------------------------------------------------------- | -------- |
| Hokkaido Nippon-Ham Fighters | Baseball | Nippon Professional Baseball | Sapporo Dome                                               | 2004     |
| Levanga Hokkaido             | Basquete | B.League                     | Centro de Esportes Prefeitural de Hokkaido, Tsukisamu Dome | 2006     |
| Hokkaido Consadole Sapporo   | Futebol  | J1 League                    | Sapporo Atsubetsu Park Stadium, Sapporo Dome               | 1996     |

- J. League – Hokkaido Consadole Sapporo (J1 em 1998, 2001–2002, 2008, 2012, 2017–; J2 em 1999–2000, 2003–2007, 2009–2011, 2013–2016).
- NPB – Hokkaido Nippon Ham Fighters na Liga Pacífica.